# Totley
Totley – dzielnica miasta Sheffield, w Anglii, w South Yorkshire, w dystrykcie Sheffield. Leży 9,1 km od centrum miasta Sheffield, 77,9 km od miasta York i 223,2 km od Londynu. W 1931 roku civil parish liczyła 1451 mieszkańców. Totley jest wspomniana w Domesday Book (1086) jako Totingelei.